# NC 27
Renault NC 27 — танк компанії Renault, що використовувався в багатьох країнах. Наприклад, в Японії, СРСР, Швеції, Італії, Англії.

## Легкий танк «Рено-Віккерс» («Рено» зр. 1932)
З отриманням з Англії танків «Віккерс — 6 тонн» та ліцензії на його виробництво було поставлено питання про модернізацію танків «Рено» з використанням агрегатів англійського танка. Його ходова частина була змінена з метою уніфікації деяких вузлів з ходовою частиною «Віккерса». 1935 року на танк встановили нову башту з 37-мм гарматою спарену з кулеметом. Новий зразок не виправдав надій: швидкість його не перевищила 13 км/год. Двигун перегрівався, а витрата палива була велика. Маса танка «Рено» зр. 1932 — 7,2 т.

## Легкий танк «Рено» NC-1 (NC-27)
При черговій модернізації «Рено» французьким інженерам вдалося, насамперед, збільшити товщину броні до 30 мм (лоб) і 20 мм борта корпуса. Лита башта мала броню товщиною 20 мм. Танк NC-27 не був прийнятий на озброєння французької армії, оскільки незважаючи на більш потужний двигун (60 к. с.) і збільшення швидкості до 20 км/год, запас ходу зважаючи великої витрати палива залишився невеликим — 100 км.
Втім, у невеликих кількостях танк придбали Швеція, Югославія, Японія та навіть СРСР (тільки для випробування). Польща купила 1927 року 10 цих машин та використовувала їх для навчання танкістів.
Маса танка — 8,5 т, озброєння — одна 37-мм гармата, екіпаж — 2 особи.